# Jaskinia Zawaliskowa w Stołach
Jaskinia Zawaliskowa w Stołach – jaskinia w Dolinie Kościeliskiej w Tatrach Zachodnich. Wejście do niej znajduje się w skałach leżących nad Kazalnicą w Stołach, w pobliżu jaskini Wielka Szczelina, na wysokości 1280 m n.p.m. Jaskinia jest pozioma, a jej długość wynosi 8 metrów.

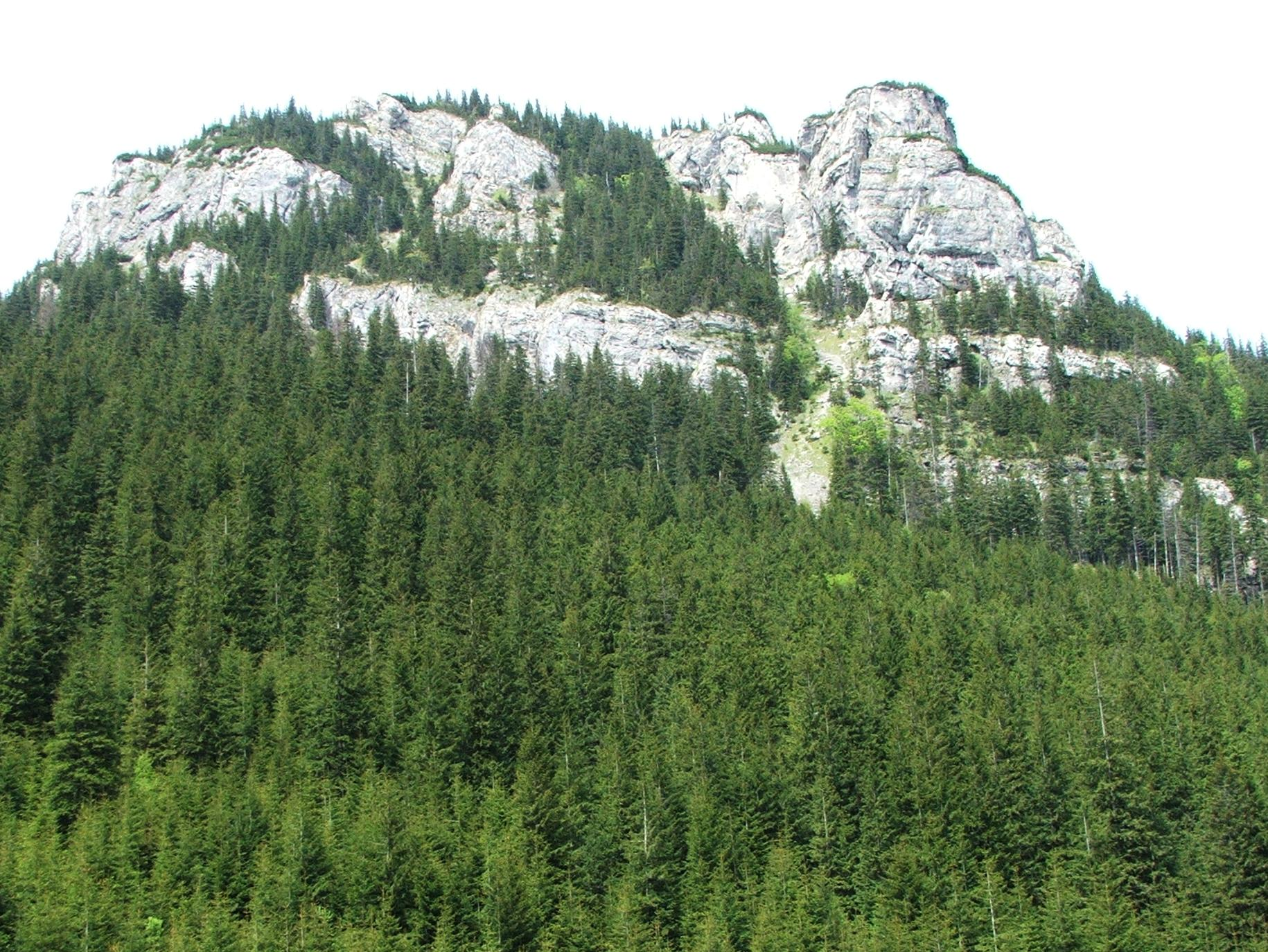
Stoły - widok z Polany Pisanej

## Opis jaskini
Jaskinię stanowi poziomy, szczelinowy korytarz, którego prawą ścianę i strop tworzy częściowo zawalisko. Zaczyna się w niewielkim, prostokątnym otworze wejściowym, a kończy zawaliskiem.

## Przyroda
W jaskini brak jest nacieków i roślinności. W wantach tworzących zawalisko widać żyły hematytu.

## Historia odkryć
Jaskinia znana była od dawna. Pierwszy jej plan i opis sporządziła I. Luty przy pomocy Ł. Małachowskiego w 1979 roku.